# Liste des maisons d'édition québécoises
Cet article regroupe une liste de maisons d'éditions québécoises. Plus de deux cents d'entre elles sont répertoriées et classées par ordre alphabétique.

## 0-9
- 42e Parallèle (Montréal) - Littérature, poésie, roman, contes et essai
- Les 400 coups

## A
- Éditions AdA
- À l’étage - Nouvelles, roman, roman policier
- Akuma Édition
- Éditions Alaska
- Éditions Album
- Alias - Essai, nouvelles, roman, roman fantastique, roman policier, roman science fiction, poésie, références, sciences humaines / sciences sociales
- Alire (Lévis) - Essai, nouvelles, roman fantastique, roman fantasy, roman horreur, roman policier, roman science-fiction, références
- Les Éditions Allez, ose ! (Boisbriand)
- Les Allusifs (Montréal) - Roman court
- Éditions Almanach
- Alto (Québec) - Roman, nouvelles, beau livre
- Éditions Amour Écologique
- Andara Éditeur Inc.
- Éditions André Fontaine (Montréal) - Technique policière
- Annika Parance éditeur - Littérature adulte - nouvelles, roman, Santé
- Éditions Archimède (Québec - Amérique du Nord) - Littérature adulte - roman; Littérature jeunesse - roman, Livre audio
- Ariane Éditions - Sciences humaines / sciences sociales, Spiritualité / religion
- Artexte
- ASTED
- Atelier 10
- Athéna Éditions
- Éditions ATMA Internationales
- Éditions Au Carré
- Éditions Axone
- Éditions « À Reproduire »

## B
- Éditions de la Bagnole (Montréal) - Littérature jeunesse
- Livres Baraka Books
- Bayard Canada Livre (BCL) (Montréal) - Essais, guides de vie, documentaires pour la jeunesse, livres illustrés
- Beauchemin International - Scolaire
- Béliveau Éditeur (Éditions Sciences et Culture) (Longueuil) - Fiscalité, inspiration, méditation, motivation, psychoéducation, recouvrance, sciences humaines et sociales, spiritualité
- Éditions Belle Feuille (Saint-Jean-sur-Richelieu) - Essai, roman, poésie, autobiographie, nouvelle
- Berger (Austin) - Ouvrages techniques et scientifiques pour les collèges et les universités, vulgarisation scientifique, développement personnel
- Bibliothèque québécoise (Saint-Laurent) - Biographies et mémoires, Correspondance et épistolaire, Essai, Littérature adulte - nouvelles, roman, roman classique, Poésie
- La Boite à Livres Éditions
- Booklivre (Canada, Québec) – Accepte de tout genre
- Boomerang Éditeur - Jeunesse - Bande dessinée, album, roman
- Éditions du Boréal (Montréal)
- Bouc productions (Joliette)
- Bouton d’or Acadie - Littérature jeunesse - album, documentaire, roman
- Éditions Bravo
- Broquet (Saint-Constant, Québec)

## C
- Les éditions la Caboche (Belœil, Québec) (Ont cessé de publier) - Autobiographie, humour, jeunesse, romans, suspense, témoignages
- Les éditions café crème, affilié à Helo Musique de Pierre Durivage
- Les Éditions Caméléa inc. (Montréal) - Jeunesse
- Caractère (Montréal) - Bien-être, santé et développement personnel, parascolaire
- Les Éditions Caramello
- Cardinal - Cuisine, beau-livre, voyage, photographie, bien-être, art de vivre, histoire, design
- Centre d’élaboration des moyens d’enseignement du Québec (CEMEQ) - Éducation, Scolaire
- Centre de recherche DMDEA (Montréal)
- Cercles des Jeunes Naturalistes
- Le Cheval d'août (Montréal, littérature)
- Les Éditions du Cheval de Feu (Sherbrooke, Qc) - Littérature générale (Aventures, historique, science-fiction et plus) Nouveaux et jeunes auteurs
- Les Éditions Chouette (Montréal) - Tout-petits
- Éditions Christian (Sherbrooke, QC) - Livres catholiques
- Christian Feuillette, éditeur (Montréal) - Développement personnel, littérature générale (récits, poésie, etc.), sciences humaines et sociales, spiritualité
- CKR Éditions (Rawdon, Québec) - Publications jeunesse dans le domaine de l'Imaginaire
- CIDIHCA
- Clermont Éditeur (Rosemère, Québec) (A cessé de publier) - Roman, essai, biographie, affaires et finance, sports et loisirs, littérature jeunesse
- Club Québec Loisirs (St-Laurent)
- Comme des géants (Varennes) - Albums jeunesse
- Comunik Média (Saint-Constant, Québec)
- Éditions Conifère (Ville de Québec, Québec)
- Éditions de la Contrescarpe
- Éditions Cornac (Québec) (anciennement Loup de gouttière)
- Éditions Coups de tête (Montréal) - Polar, roman d'aventures, science-fiction
- Éditions De Courberon (Saint-Patrice-de-Beaurivage, Québec) - Essai, roman, poésie, beau livre, nouvelle
- La courte échelle (Montréal) - Littérature jeunesse
- CrackBoom ! - Littérature jeunesse - album, documentaire
- Les Éditions du Cram (Montréal) - Jeunesse, littérature générale, psychologie, romans, santé
- Créatique (Québec) - Maison d'édition francophone, à vocation internationale, intéressée à découvrir de nouveaux auteurs, de tout genre littéraire, domaine du savoir ou expression linguistique.

## D
- Éditions D'eux
- Éditions Le Dauphin Blanc
- Éditions David
- DC Books
- Éditions de Mortagne
- Éditions Défendu
- Éditions Del Busso (Montréal)
- Éditions Dent-de-lion
- Éditions Dentine et Mathias
- Éditions Dialogue Nord-Sud
- Éditions Diverses Syllabes
- Éditions Do Expression (Montréal)
- Dramaturges Éditeurs (Montréal) - Théâtre, essai sur le théâtre, théâtre poétique, conterie théâtrale
- Drawn & Quarterly
- Éditions Druide
- Éditions de la rue Dorion
- Éditions du Blé
- Éditions du CHU Sainte-Justine
- Éditions du Dos de la Main Morte - Séries littéraires de genre
- Éditions du Noroît
- Éditions du passage
- Éditions du Quartz
- Éditions du remue-ménage
- Éditions du soleil de minuit
- Éditions du Tullinois
- Duchesne et du Rêve

## E
- Écosociété (Montréal)
- Les Écrits d'à côté (Québec) - Poésie, récit de vie
- Écrits des forges
- Les Éditions de l'Écrou (Montréal) - Poésie exclusivement
- Éditions de l'écume
- Éditions du Renouveau Pédagogique (ERPI)
- Les Éditeurs réunis (Saint-Jean-sur-Richelieu, Québec) - Roman historique et d’époque, littérature féminine (de type "chick lit"), biographie et roman jeunesse.
- Les éditions ÉdiLigne inc. (Delson) - Littérature adulte et jeunesse (collection Hors-Ligne)
- Éditions Édouard Garand
- Éditions de l'Envolée
- Éditions Espoir
- Les éditions La Pensée inc.
- Les Éditions La Plume D’or
- Les Éditions La Presse
- L’Esprit Libre
- Éditions Esse

## F
- Éditions Fabulle
- Facile à lire (Montréal) - Premières lectures
- Éditions du Fantastique (Terrebonne, Québec)
- Groupe Fides (Anjou) - Roman, essai, beau livre, guide pratique et manuel scolaire
- Flammarion Québec
- Flic Flac Éditions (Boucherville)
- Fondation littéraire Fleur de Lys (Lévis)
- Éditions Fond'tonne (Rimouski) - Objet livre, poésie
- Éditions Fonfon (Montréal) - Littérature jeunesse
- Les éditions FouLire (Québec)
- Éditions Francine Breton (Montréal)
- Les Éditions françaises (Boucherville, Québec)
- Éditions Fri (Montréal) - Livre d'artiste, poésie, récit initiatique, livres à édition limitée
- Front Froid (Montréal)

## G
- Les Éditions du Galbord (Saint-Jean-sur-Richelieu) - Ouvrages de qualité visuelle (beaux livres), ouvrages techniques, connaissance et découverte, développement personnel
- Éditions Ganesha
- GID
- Glénat Québec
- Les Éditions Goélette (Saint-Bruno de Montarville) - Albums et livres de jeux, dictionnaires, guides pratiques, guides de loisirs et livres éducatifs pour enfant
- Éditions de La Grenouillère (Montréal) - Roman, nouvelle, poésie, théâtre
- Groupéditions Éditeurs
- Guy Saint-Jean Éditeur (Laval, Québec)

## H
- Hamac (Québec) - Roman, nouvelle, carnets, poésie, théâtre
- Éditions Hannenorak (Wendake)
- Éditions Hashtag
- Héliotrope (Montréal) - Roman, essai, beau livre
- Les Herbes rouges
- Les éditions Héritage
- Les Heures bleues
- Éditions de l'Hexagone (Montréal)
- Éditions Histoire Québec
- Éditions Histoires à Succès (Sawyerville) - Albums jeunesses, Livres éducatifs
- Éditions de l'Homme (Montréal)
- Éditions Homoromance (Montréal)
- Éditions Hurtubise - Fiction, essai, référence, vie pratique, fiction jeunesse, documentaire jeunesse
- Éditions L’Hybride

## I
- L'Instant même
- Les Éditions de l'interdit (St-Sauveur, Québec)
- L’Interligne
- Les Intouchables (Montréal) - Jeunesse, roman, témoignages, essais, nouvelles, fantastique
- Isabelle Quentin éditeur
- Éditions de l’Isatis

## J
- Les éditions JCL (Saint-Jean-sur-Richelieu, Québec) - Roman historique et d’époque, littérature féminine, témoignage, roman jeunesse et jeune adulte, croissance personnelle.
- Les Éditions JFD (Montréal) - L'éditeur de confiance dans le domaine pédagogique
- Éditions JKA (Saint-Pie) - Poésie, roman, roman jeunesse, essai

## K
- Kata Éditeur
- Kinésis Éducation
- Éditions Kizos
- KLEMTédition (Sainte-Adèle, Québec) - Biographies, essais, romans, science-fiction, thrillers
- KO Éditions
- Kairos - Green Romance

## L
- Éditions Laska - Littérature de genre
- Ledanko Éditions
- Leméac (Montréal)
- Lettres du domaine (Québec) - Revue littéraire principalement numérique, essais, fictions et poésie
- Lévesque Éditeur (Montréal) - Roman, nouvelles
- Le Lézard amoureux (Québec) - Poésie
- Éditions Liber
- Les éditions Libre Expression (Montréal)
- Linda Leith Éditions
- Linguatech Éditeur
- Éditions Lo-Ély (Argenteuil, Québec) Romans, adulte et jeunesse
- Louise Courteau (Saint-Zénon, Québec)
- Lux Éditeur
- Éditions Lux&Nox    - Fantasy, Science-fiction, Fantastique
- Luzerne Rousse (St-Hubert, Québec)

## M
- Les Éditions Mains Libres (Montréal, Québec) - Romans, essais et romans graphiques[1]
- Maison des Éditions TNT
- La Maison des viscères (Montréal, Québec) - Horreur pour adultes
- Maison d'édition St-Laurent Inc. (Abitibi) - Littérature
- Les éditions de la maison en feu (Montréal)
- Éditions les Malins
- Éditions Marie-France
- Éditions Maison Marie-Lise (Asbestos, Québec)
- Éditions Maison rose
- Les Éditions MalYne (Maison d'édition numérique) - Essai en sciences humaines et sociales, santé, éducation
- Éditions du Marais (Montréal) - Roman, poésie, théâtre, essai
- Marcel Broquet (Saint-Sauveur, Québec) - Littérature, essai, beaux-arts, ressourcement, jeunesse, livre pratique
- Marchand de feuilles (Montréal) - Roman, nouvelle, poésie, album jeunesse
- Les Éditions Matopée (maison d'édition numérique) - Roman, nouvelle, poésie, théâtre, fiction
- Éditions MD
- Mécanique générale
- La Mèche
- Médiaspaul
- Merlin (Saint-Antonin, Québec) - Littérature, faits vécus
- Méga Éditions (Lachine, Québec) - Jeunesse, albums, référence, éducation
- Mémoire d'encrier (Montréal) - Essai, poésie, roman, nouvelle, chronique, littérature jeunesse, littérature haïtienne
- Éditions Michel Brûlé (Montréal)  (anciennement Lanctôt éditeur)
- Éditions Michel Quintin (Waterloo)
- Éditions Midi trente - Psychologie, enfance, éducation
- Éditions Mille et une vies (Montréal)
- Les éditions mine d'art (Berthierville) - Édition jeunesse, roman fantastique, contes pour enfants, conte à réflexion, etc.
- Modus Vivendi
- Moelle graphik - Bande dessinée
- Monsieur Ed
- La Montagne secrète
- Éditions de Mortagne
- Éditions Mots en toile
- Moult Éditions - Essai critique, poésie, historiographie, fanzine
- MultiMondes (éditions)
- Musée canadien de l’histoire

## N
- Éditions Neige-Galerie (Outaouais) - Poésie, récit graphique (axé sur les œuvres multidisciplinaires)
- Éditions Neopol Inc - Tous genres littéraires, guides récréotouristiques
- Éditions Neptunis (Longueuil)
- Éditions du Noroît (Montréal)
- Éditions Nota bene
- Éditions du Nouveau Théâtre Musical
- Nouvelle adresse
- Éditions Novalis
- Éditions Nébuleuses - science-fiction/fantasy (SFFQ)

## O
- L'Oie de Cravan
- Éditions Omri
- Option Santé, édition et production (Québec)

## P
- Éditions Panda (Montréal, Québec)
- Paperole (Montréal, Québec) - Editions d'art graphique
- Parfum d’encre
- Les Éditions du passage
- La Pastèque
- Paume de Saint-Germain
- Les Pelleteurs de Nuages (Nicolet, Québec)
- Les éditions La Pensée inc.
- Perro Éditeur (Shawinigan, Québec)
- Éditions La petite ourse (Québec)
- Éditions Perce-Neige
- Périclès (Mont Saint-Hilaire, Québec) - Roman, essai
- La Peuplade (Saguenay, Québec) - Roman, poésie, entretien
- Éditions Phidal
- Éditions Philogique (Québec, Québec) - Essais philosophiques
- Les Éditions La Plume D’or
- Éditions Pierre Tisseyre
- Éditions Pineault (Gatineau, Québec)
- Planète rebelle (Montréal)
- Éditions Pleine lune (Lachine, Québec)
- Éditions La Plume d'Or (Plateau Mont-Royal)
- Poètes de brousse (Montréal) - Poésie, essai
- Point de fuite (Montréal)
- Possibles Éditions (Montréal)
- Pow pow (Montréal) - Bande dessinée
- Pratico Edition - Division de Pratico-Pratiques (Québec, Québec)
- Presses Aventure
- Presses de l’Université d’Ottawa
- Les Presses de l'Université de Montréal  (Montréal)
- Les Presses de l'Université du Québec (Québec)
- Les Presses de l'Université Laval (Québec)
- Les Presses internationales Polytechnique (Montréal)
- Éditions Présages (Montréal)
- Éditions Prise de parole
- Publications Chrétiennes

## Q
- Le Quartanier (Montréal) - Poésie, roman, nouvelle, essai
- Le Quartz (Rouyn-Noranda)
- Québec Amérique (Montréal)
- Les Éditions Québécor (Montréal)

## R
- Les Éditions Racines (Québec)
- Éditions RDL - La roue des langues
- Éditions du remue-ménage (Montréal)
- Éditions Renée Clairon (Laval) - Poésie japonaise et microfictions
- Les Éditions Rodrigol (Montréal) - Littérature générale, roman, nouvelle, poésie

## S
- Éditions Saguenayensia - Histoire du Saguenay-Lac-Saint-Jean
- Éditions d’art le Sabord (Trois-Rivières) - Revue de création visuelle et littéraire, poésie, nouvelles, arts visuels, essais, livres d’art, livres hybrides
- Scolartek
- Septembre éditeur
- Septentrion (Québec)
- Sémaphore (Montréal) - Poésie, roman, œuvre à caractère social, politique et philosophique
- Sisyphe (Montréal) - Essai, poésie
- Les Six Brumes (Sherbrooke, Québec) - Genres littéraires
- Éditions SM (Belœil, Québec) - Poésie, nouvelle, roman, théâtre, biographie, essai
- Éditions de la Smala
- Société d'histoire de Charlevoix (SHC)
- Société des écrivains (Montréal) - Tous genres littéraires
- Société historique de Québec
- Groupe Sogides
- Les éditions du soleil de minuit
- Éditions Somme toute (Montréal)
- Soulières éditeur
- Éditions Stanké - Roman, nouvelle, récit
- Éditions Sylvain Harvey (Québec)
- Éditions Symbolicone

## T
- Éditions de Ta Mère (Montréal) - Roman, essai
- Éditions Le temps volé (Montréal) - Recueil de poèmes
- Éditions Tête première  (Montréal) - Roman, essai.
- Éditions TNT (Montréal) - Poésie, roman, essai.
- Les Éditions de la Tournure, Coopérative de solidarité (Montréal) - Poésie, roman, essai
- Éditions Trampoline
- Les Éditions Transcontinental (Montréal) - Gestion
- Transit Éditeur (Montréal) - Genres littéraires
- Les Éditions Trapèze (Ste-Thérèse, Québec)
- Éditions Trécarré (Montréal) - Livres régionaux, nature et parascolaire
- Les Très Mal entendus (Montréal) – Témoignages, conscientisation sociale : injustices, réalités humaines non reconnues, sujets tabous
- Triptyque (Montréal)
- Éditions Trois-Pistoles (Trois-Pistoles, Québec)
- Éditions du Tullinois (Rimouski, Québec)
- Typo (Montréal)

## U
- Ulysse

## V
- Varia (Montréal)
- Éditions Le verger du wapiti (Montréal) - Poésie, littérature jeunesse
- La Veuve noire (Longueuil, Québec) - Genres littéraires : fermée depuis juin 2011.
- Les Éditions Véro (Montréal, Québec)
- Groupe Ville-Marie Littérature
- VLB éditeur (Montréal)

## W
- Éditions du wampum - Roman, poésie, essai, nouvelle, théâtre, jeunesse
- Édition Web (Victoriaville, Québec) - La Vie en Poésie Collection Qui sommes-nous ? Recueils de vies en poésie (biographies en poésie)

## X
- Les Éditions XIX (Amos)
- Éditions XYZ (Montréal)

## Z
- Éditions Z'ailées (Abitibi-Témiscamingue)
- Zèbre édition
- Zyeudor Éditions (St Jean-sur-Richelieu) - Romans jeunesse (fantastiques, science-fiction, aventure, etc.), romans ados-adultes, biographie